# La lunga caccia
La lunga caccia  (The Long Chase) è una serie televisiva britannica in 13 episodi trasmessi per la prima volta nel corso di una sola stagione nel 1972.

## Personaggi e interpreti
- Tom Corby (13 episodi, 1972), interpretato da Glyn Houston.
- John Corby (13 episodi, 1972), interpretato da Simon Fisher-Turner.
- Susan Fraser (13 episodi, 1972), interpretata da Jan Francis.
- Bowers (13 episodi, 1972), interpretato da Brian Peck.
- Selby (13 episodi, 1972), interpretato da David Sinclair.
- Kessler (13 episodi, 1972), interpretato da Edward Brooks.
- Motociclista (6 episodi, 1972), interpretato da Hilary Minster.
- Bartas (5 episodi, 1972), interpretato da Walter Jackson.
- Morrison (5 episodi, 1972), interpretato da Peter Copley.
- Mrs. Bartas (4 episodi, 1972), interpretata da Margaret Dent.

## Produzione
La serie, ideata da Gerard Glaister, fu prodotta da British Broadcasting Corporation.

### Registi
Tra i registi sono accreditati:
- Philip Dudley

### Sceneggiatori
Tra gli sceneggiatori sono accreditati:
- N.J. Crisp
- Gerard Glaister

## Distribuzione
La serie fu trasmessa nel Regno Unito dal 25 settembre 1972 al 18 dicembre 1972 sulla rete televisiva BBC One.

## Episodi
| Stagione       | Episodi | Prima TV Regno Unito |
| -------------- | ------- | -------------------- |
| Prima stagione | 13      | 1972                 |